# Jon Karthaus
Jon Karthaus, né le 9 février 1985 à Utrecht, aux Pays-Bas, est un réalisateur, acteur et chanteur néerlandais.

## Biographie
Jon Karthaus est né le 9 février 1985 à Utrecht. Pendant ses années de lycée, il suit plusieurs formations théâtrales, notamment à l’école de théâtre pour jeunes de la Hogeschool voor de Kunsten Utrecht (HKU) (en), l’école supérieure des arts d’Utrecht. Il joue ensuite dans plusieurs productions de la compagnie théâtrale Paardenkathedraal (nl), basée à Utrecht.

## Vie privée
Jon Karthaus a été en couple avec l'actrice néerlandaise Carolien Spoor à partir de 2005. Ils se sont mariés en 2016 en Italie et ont eu deux fils : Otis Justus Maurits (né en 2017) et Elias Willem Frederik (né en 2020). En décembre 2024, Spoor a annoncé dans une interview au JAN Magazine qu'ils s'étaient séparés,.

## Filmographie

### Acteur
- 2002 : Dunya & Desie : Frenk
- 2004-2006 : ZOOP : Moes Brinksma
- 2005 : Zoo Rangers en Afrique de Johan Nijenhuis et Dennis Bots : Moes Brinksma[5]
- 2005 : Samen : Dylan Havinga
- 2006 : Zoo Rangers en Inde de Johan Nijenhuis et Dennis Bots : Moes Brinksma[6]
- 2015 : Ja, ik wil! de Kees van Nieuwkerk : Ober[7]

### Réalisateur
- 2013 : No Guts! (Geen Klote!) : co-réalisé avec Melvin Simons
- 2015 : Homies[8]
- 2017 : Bella Donna's[9]
- 2023:  Week-end sans-gêne

## Discographie

### Album studio
- 2011 : Chasing Dreams (sorti le 20 avril 2011)[10]